# Geldautomaten-Entgelt

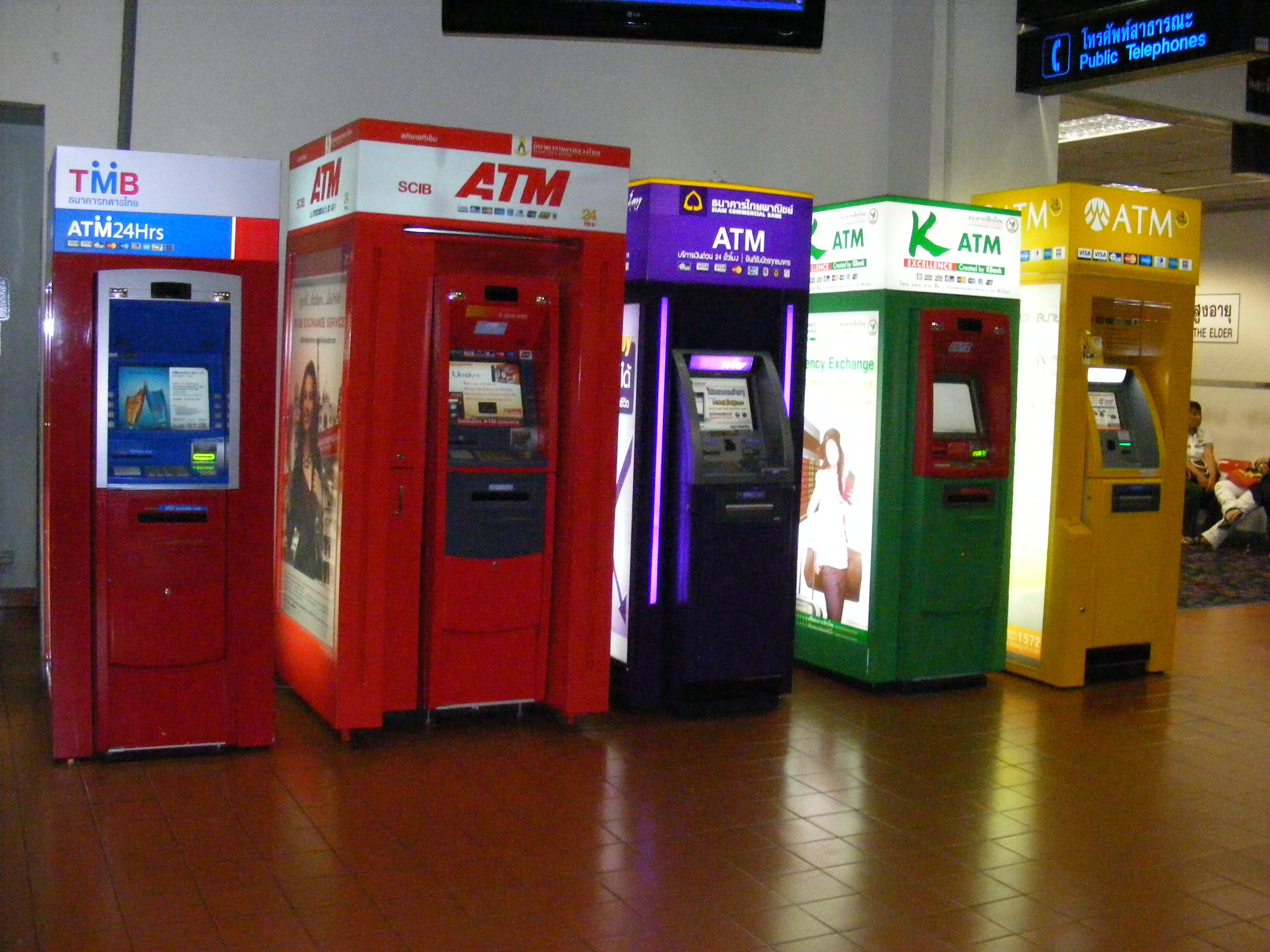
Bankautomaten diverser Betreiber an einem thailändischen Flughafen

Ein Geldautomaten-Entgelt wird von Banken und Geldautomaten-Betreibern als Entgelt erhoben, wenn (meist fremde) Kunden an Geldautomaten (GAA) Bargeld abheben. Es gibt zwei Formen von Entgelten: Betreiberentgelte (auch: direkte Kundenentgelte, englisch: access fees) verlangt der Betreiber eines Automaten direkt vom abhebenden Kunden. Herausgeberentgelte verlangt die kartenausgebende Bank vom Kunden dafür, dass er an fremden Automaten abhebt. Verbraucherschützer kritisieren an diesen Herausgeberentgelten, dass der Kunde zum Zeitpunkt der Abhebung an einem fremden Geldautomaten nicht erfährt, welche Summe ihm seine kartenausgebende Bank dafür in Rechnung stellen wird. Daneben gibt es noch Interbankenentgelte, die der Automatenbetreiber von der kartenausgebenden Bank verlangt.

## Asien/Pazifik

### Australien
Seit 3. März 2009 dürfen Geldautomaten-Betreiber in Australien direktes Kundenentgelt erheben. Die australische Zentralbank (Reserve Bank of Australia) erwartet damit eine Verbesserung der Wettbewerbssituation und eine Effizienzsteigerung im australischen Geldautomatensystem. Die meisten Banken, (Commonwealth Bank (CBA), Australia and New Zealand Banking Group und Westpac/St.George) erheben eine „ATM service fee“ von 2,00 AU$ australischen Dollar für Abhebungen und Kontostandsabfragen für Fremdkunden, NAB verlangt für eine Abhebung 1,50 AU$ (0,50 AU$ für eine Abfrage), Suncorp nimmt 2,20 AU$ (0,80 AU$ für eine Abfrage). Unabhängige Betreiber erheben auch leicht höhere Gebühren für Standorte in Kneipen und Clubs.
Bendigo Bank erhebt als Kartenausgeber ein Entgelt von 1,00 AU$ für die Verfügung an fremden GA. ANZ, Bank of Queensland, BankWest, CBA, Suncorp und Westpac/St.George erheben keine Herausgeberentgelte für Fremdverfügungen. Die ING-Tochter Orange Everyday erstattet ihren Kunden bezahlte GA-Entgelte, wenn die Abhebung mindestens 200 AU$ beträgt. Wenn ein Kunde anstatt eines Geldautomaten ein elektronisches Terminal benutzt, erhält er eine Gutschrift in Höhe von 0,50 AU$.

### Bangladesch
Es gibt mehrere Geldautomaten-Netze in Bangladesch. Marktführer Dutch-Bangla Bank unterhält das größte Netz, dem sich auch die viele andere Mitglieds-Banken angeschlossen haben. Verfügungen innerhalb des Netzes bleiben für die Kunden entgeltfrei, allerdings belastet Dutch-Bangla Bank den Mitgliedern ein Interbankenentgelt von 10 BDT (ca. 0,10 €) pro Transaktion.

### Hong Kong
In Hong Kong bestehen drei Geldautomaten-Netze: ETC (HSBC und Hang Seng Bank) JETCO (alle übrigen Banken) und Æon. Die Benutzung von Geldautomaten ist entgeltfrei, solange man im eigenen Geldautomaten-Verbund bleibt. Außerhalb des eigenen Netzes wird ein Serviceentgelt in Höhe von 30 HK$ erhoben. Für Abhebungen mit Kreditkarten werden üblicherweise keine direkten Kundenentgelte erhoben.

### Indien
Per 1. April 2009 hat die indische Zentralbank allen Banken das Erheben von Geldautomaten-Entgelten untersagt. Zuvor verlangten Banken zwischen 10 INR und 35 INR pro Transaktion. Für Abhebungen mit Kreditkarten und an ausländischen Geldautomaten dürfen indische Banken Entgelte erheben. Darüber hinaus beschränkt die indische Zentralbank den Einsatz indischer Kreditkarten im Ausland; VISA-Karten aus Indien tragen standardmäßig den Vermerk: „Valid in India and Nepal only“. Grund dafür ist die restriktive Devisenpolitik des Landes. Aktuell wurde das Verbot von Geldautomaten-Entgelte wieder aufgehoben und die ursprüngliche Regelung wiedereingeführt. Entgelte variieren von Bank zu Bank und reichen von 12 INR bis 50 INR.

### Iran
Im Iran gibt es nur einen Geldautomaten-Netzbetreiber, Shetab. Innerhalb dieses Netzes werden keine Abhebungsgebühren verlangt.

### Pakistan
In Pakistan verlangen Banken normalerweise ein Entgelt von 10 PKR bis 35 PKR (ca. 0,10 € bis 0,30 €) für Fremdverfügungen. Diese Entgelte sollen die Transaktionskosten für die Durchleitung der Fremdverfügungen decken. Es existieren zwei GA-Systeme, das von einem Bankenkonsortium betrieben wird, und MNET, hinter dem die MCB Bank Ltd. steht. Alle pakistanischen Banken gehören einem der beiden Systeme an. Einige Banken (etwa die Allied Bank und HSBC) übernehmen die Fremdverfügungsentgelte und ermöglichen ihren Kunden landesweites Abheben ohne Kosten.

### Sri Lanka
In Sri Lanka erheben Banken ein Entgelt von 50 LKR (ca. 0,30 € bis 0,50 €) für Verfügungen fremder Kunden.

### Thailand
In Thailand wird seit dem 1. Juni 2010 an den meisten Geldautomaten eine Kreditkartengebühr von 150 THB (3 € bis 4 €) auf den Auszahlungsbetrag addiert. Diese Gebühr wurde später auf 180 THB und schließlich auf 200 THB (ca. 5,20 €) erhöht. Zusätzlich fallen die üblichen Gebühren an, die die Kreditkartenfirmen den Karteninhabern in Rechnung stellen. An Geldautomaten der japanischen Bank Æon waren Bargeldabhebungen bis Anfang 2014 kostenlos. Nun wird der übliche Betrag von 150 THB fällig.

### Vereinigte Arabische Emirate
Die Gebühren für eine Verfügung durch den Geldautomatenbetreiber kann zwischen 0 und 60 Dirham (ca. 15 €) liegen. Die Kosten für eine Verfügung werden vorher angezeigt. Insbesondere auf Flughäfen und in Einkaufszentren ist mit hohen Gebühren zu rechnen. In Bankfilialen der gleichen Betreiber sind die Verfügungen häufig kostenlos.

## Europa

### Europäische Union
Die Vorschriften zum Europäischen Zahlungsraum (SEPA) verlangen, dass grenzüberschreitende Transaktionen gleich bepreist werden wie inländische. Diese Regelungen gelten seit 2002.

#### Deutschland

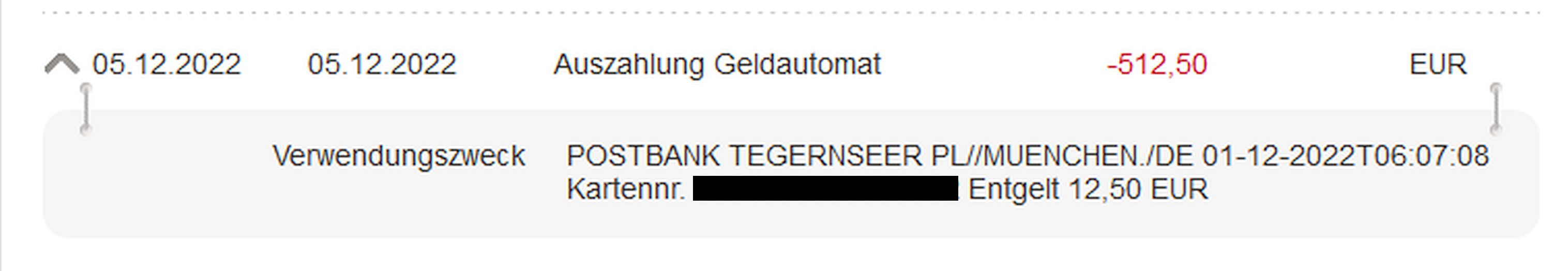
Entgelt für Geldabhebung mit Fremdbankkarte (Noris Bank) bei einem Postbank-Geldausgabeautomat in Höhe von 12,50 € bei einem Abhebungsbetrag von 500 € (Dezember 2022)

Die deutschen Geldautomatenbetreiber haben eine Geldautomaten-Vereinbarung geschlossen, für Organisation und Vertretung ist die Deutsche Kreditwirtschaft zuständig. Geldautomaten-Betreiber in Deutschland durften bis zur Neuregelung vom 15. Januar 2011 von dem kartenausgebenden Kreditinstitut ein Interbankenentgelt in beliebiger Höhe verlangen. Die kartenausgebende Bank verlangte vom abhebenden Kunden ein Fremdverfügungsentgelt.

##### Geldautomaten-Netze
Die meisten Banken nehmen an einem Automatenverbund teil, der ihren Kunden entgeltfreies Abheben ermöglicht. Es gibt folgende Automatenverbünde:
- Sparkassen-Finanzgruppe – Die Kreditinstitute der Sparkassen-Finanzgruppe betreiben 19.650 Geldautomaten deutschlandweit (Stand 2023).[5]
- Bankcard-Servicenetz – Angebot im BVR – Bundesverband der Deutschen Volksbanken und Raiffeisenbanken für VR-BankVolks- und Raiffeisenbanken und PSD Banken mit reduzierter Gebühr, die meist von der eigenen Hausbank übernommen wird, rund 14.297 Geldautomaten (Stand: 2024)[6]
- die Cash Group (u. a. Deutsche Bank, Commerzbank, UniCredit sowie deren Tochtergesellschaften und sonstige Mitglieder) haben rund 5.000 Geldautomaten (Stand Juli 2025; nach Wegfall des kostenlosen Bargeldbezugs an den Kassen von rund 1.300 Shell-Tankstellen)[7]
- Cashpool – Zusammenschluss der kleineren Privatbanken (BBBank, National-Bank, Santander Consumer Bank, Sparda-Banken, Targobank, …), denen die Mitgliedschaft in der Cash Group zu teuer ist, (rund 2.800 Geldautomaten, Stand: 2024)[8]

Per 15. Januar 2011 hatten sich die Banken im Bundesverband deutscher Banken verpflichtet höchstens 1,95 € für die Auszahlung zu verlangen. Zum gleichen Zeitpunkt wurde die Abrechnungssystematik geändert. Entgelte für Abhebungen mit girocard-Karten sollten ab diesem Zeitpunkt ausschließlich vom Geldautomatenbetreiber und nicht vom kartenausgebenden Institut erhoben werden. Durch dieses neue direkte Kundenentgelt ist es möglich, die Kosten der Abhebung vor der Auszahlung anzuzeigen und die Abhebung noch abzubrechen, bevor Entgelte anfallen. Allerdings ist diese Regelung entgegen der vielfachen Pressemitteilungen nicht verbindlich.
Aktuell schwanken die Gebühren je nach Kreditinstitut und liegen im Durchschnitt bei 4,22 €.
Daneben können Buchungsposten für die Inanspruchnahme von Geldausgabeautomaten anfallen. Diese unterliegen nicht der gerichtlichen Inhaltskontrolle, weil sie das Entgelt für eine Sonderleistung der Kreditinstitute regeln, da sie rund um die Uhr für Abhebungen zur Verfügung stehen. Allerdings muss dann eine kostenlose Abhebung am Bankschalter des kontoführenden Kreditinstituts möglich sein.
Navigationssysteme und Apps für Smartphones erleichtern es ihren Nutzern, für sie kostenlose Geldautomaten in ihrer Nähe zu finden. Alternativen bietet auch die Bargeldauszahlung an den Kassen von Supermärkten, Discountern, Tankstellen oder in Baumärkten.

##### Geschichte
Die deutsche Geldautomaten-Vereinbarung sah ursprünglich eine Höchstentgeltvereinbarung bezüglich des Interbankenentgelts vor. Diese regelte, dass bei Verfügungen bis 400 DM ein Entgelt von 4 DM, bei höheren Beträgen eines von 1 % der abgehobenen Summe erhoben wurde. Es handelte sich um ein Höchstentgelt: Der Geldautomatenbetreiber konnte geringere Beträge in Rechnung stellen (so stellten sich die Sparkassen untereinander 1,50 DM in Rechnung). Die kontoführende Bank belastete diese Beträge üblicherweise ohne Zu- oder Abschläge dem Kontoinhaber weiter, so dass das Höchstentgelt in der Praxis einen Fixpreis darstellte.
Mitte der 1990er Jahre war die BfG mit ihrem kostenlosen Gehaltskonto am Markt sehr erfolgreich. Aufgrund des kleinen Netzes an Filialen und Bankautomaten der BfG nutzen deren Kunden überproportional die Geldautomaten der anderen Banken. Um die Attraktivität dieses Angebots der BfG (und später der Direktbanken) zu reduzieren, kündigte der Deutsche Sparkassen- und Giroverband die Höchstentgeltvereinbarung zum 1. März 1997 mit dem Ziel, einen Neuabschluss mit höheren Preisen zu erreichen.
Nachdem das Bundeskartellamt starke Bedenken bezüglich der Genehmigungsfähigkeit geäußert hatte, wurde die neue Höchstentgeltvereinbarung im Sommer 1997 zurückgezogen. Seit dieser Zeit besteht keine einheitliche Regelung mehr.
Seit dieser Zeit stiegen die Interbankenentgelte deutlich an – infolgedessen verlangten die Banken immer höhere Fremdverfügungsentgelte von ihren Kunden. Einzelne Institute forderten 10 € für eine Fremdverfügung.
Die Geldautomaten im Girocardsystem gehören den Einzelbanken, die für Abhebungen mit Debitkarten anderer Banken (sogenanntes „Fremdabheben“) eine Gebühr verlangen dürfen, das Interbankenentgelt. Dieses beträgt in Deutschland bis zu 10 Euro für eine Geldabhebung. Die tatsächlichen Kosten werden auf 0,60 Euro geschätzt. Die Privatbanken haben auf eine Regulierung gedrängt und eine Maximalhöhe von 2 Euro vorgeschlagen, während der Sparkassenverband eine Maximalhöhe von 5 Euro vorgeschlagen hat. Die Politik reagierte darauf mit der Diskussion über gesetzliche Regelungen.
In der Folge bildeten die einzelnen Bankengruppen Auszahlungsverbünde. Nach den Sparkassen und Genossenschaftsbanken bildeten sich 1999/2000 die Cash Group der Großbanken und der Cashpool kleinerer Privatbanken. Hierdurch versuchten die Privatbanken, den Wettbewerbsvorteil der Sparkassen und Genossenschaftsbanken durch deren engmaschiges Netz zu reduzieren.
Im März 2010 schritt das Bundeskartellamt mit einer Prüfung ein. Die Banken verständigten sich daraufhin auf eine Umstellung des Systems ab 2011. Von da an sollen die Interbankenentgelte abgeschafft werden und an ihre Stelle ein frei bestimmbares Betreiberentgelt treten, das dem Kunden zu Beginn der Abhebung am Bildschirm angezeigt wird. Damit soll ein Preiswettbewerb angestoßen werden.

#### Finnland
Abhebungen sind entgeltfrei für Inhaber einer finnischen Bankkarte oder VISA-Electron-Karte an allen Geldautomaten der Marke „Otto.“, die das größte GA-Netz in Finnland bildet. Es gibt kleinere Wettbewerber, an deren Geldautomaten Entgelte fällig werden.

#### Großbritannien
Nach einer Kampagne durch Verbraucherschützer und Boulevardzeitungen mussten die britischen Banken 1999 Fremdverfügungsentgelte gegenüber den Kunden aufgeben und Fremdverfügungen im inländischen LINK-Netz kostenfrei anbieten. Im Innenverhältnis werden Interbankenentgelte erhoben, die die kartenausgebende Seite selbst trägt.
Über das Filialnetz der Banken hinaus gibt es eine steigende Anzahl an Geldautomaten, die von unabhängigen Anbietern in Parkhäusern, Discotheken und anderen Standorten betrieben werden. Hier wird ein direktes Kundenentgelt erhoben, das 2005 zwischen 1,00 £ und 1,50 £, lag, vereinzelt aber bis zu 5 £ oder 10 £ betragen konnte. Bei GAA von Abbey National wird kein Entgelt fällig. Es gab einige Diskussionen über GA-Standorte in heruntergekommenen Gegenden, wo Banken ihre Präsenz aufgegeben hatten. Die Vorschriften über die Anzeige von direktem Kundenentgelt am Gerät wurden 2005 konkretisiert.

#### Irland
Der Financial Regulator untersagt alle GA-Entgelte in der Republik Irland.

#### Niederlande
Geldautomaten-Abhebungen in den Niederlanden sind entgeltfrei. Für Fremdverfügungen besteht allerdings eine Grenze von einer Abhebung pro Tag und der Verfügungsrahmen ist geringer als bei der eigenen Bank.

#### Österreich
In Österreich wurden ursprünglich keine Gebühren für eigene oder fremde Kunden am Geldautomaten berechnet. Im Jahr 2010 begannen einzelne Bankbereiche wie die Raiffeisen-Landesbank Tirol Gebühren bei Abhebungen von Kunden anderer Bankinstitute anzurechnen, was zu großer Kritik beispielsweise des Vereins für Konsumenteninformation führte. 2011 wollte der Raiffeisenverband Salzburg diesem Beispiel folgen.
Inzwischen verlangen beide Banken zwischen 60 und 80 Cent pro Abhebung.

#### Portugal
Alle Multibanco-Abhebungen und Überweisungen in Portugal sind entgeltfrei.

#### Spanien
Für Abhebungen von Fremdkunden verlangen Geldautomaten-betreibende Banken ein direktes Kundenentgelt von rund 0,50 € pro Abhebung.

#### Schweden
Schwedische Banken geben in der Regel Debitkarten aus, in deren Jahres- oder Monatsgebühr alle Abhebungen in Schweden und innerhalb der Eurozone abgedeckt sind. Für Abhebungen in anderen Gegenden werden Entgelte erhoben.

### Schweiz
Das übliche Entgelt für die Abhebung bei einer fremden Bank beträgt 2 CHF. Alle Schweizer Banken geben Maestro-Debitkarten aus, so dass jeder Geldautomat genutzt werden kann.

## Nordamerika

### Kanada
Kanadas Banken betreiben das Interac-Netz; hier wird für Fremdverfügungen ein Transaktionsentgelt von 1,50 C$ erhoben. Seit einigen Jahren sind auch unabhängige Geldautomaten-Betreiber im Markt, die ein direktes Kundenentgelt für Abhebungen verlangen. In der Folge verlangen auch vermehrt kanadische Banken diese Service Fee für Abhebungen von Fremdkunden, die dem Kunden zusätzlich zum Interac-Fee belastet wird.

### USA
Vor 1988 gab es keine direkten Entgelte durch Geldautomaten-Betreiber in den USA. 1988 begann die Valley Bank of Nevada Entgelte an Geldautomaten in oder bei Kasinos in Las Vegas zu verlangen – und zwar von Karten, die nicht von der Valley Bank ausgegeben wurden. Nach und nach gestatteten verschiedene Kartensysteme, darunter die nationalen Marken Plus und Cirrus, das sogenannte „surcharging“ durch Geldautomaten-Betreiber. Vor 1996 beliefen sich die Betreiberentgelte auf rund 1 US$ – laut einer Studie der staatlichen Verbraucherorganisation Public Interest Research Group aus dem Jahr 2001.
Als Banken und Betreiber das Gewinnpotenzial aus Fremdverfügungen erkannten, hoben sie die Entgelte an. Heute belaufen sich die Betreiberentgelte auf 2 US$ (2003), können aber bis zu 6 US$ betragen, an bargeldintensiven Standorten wie Bars oder Kasinos sogar mehr. In Fällen, wo Entgelte sowohl an die kartenausgebende Bank (für Fremdverfügungen an anderen Geldautomaten) als auch an den Geldautomaten-Betreiber (das direkte Kundenentgelt) bezahlt werden müssen, kann die Gesamtbelastung für den Kunden sich bis auf 11 US$ summieren. Unabhängige Geldautomaten-Betreiber (Independent sales organizations (ISOs)) sind die treibende Kraft hinter dem Aufstellen von immer mehr Geldautomaten in den USA –derzeit betreiben sie über 60 % der 396.000 Geldautomaten in den Vereinigten Staaten. Es gibt Bedenken, der US-Markt sei übersättigt, so dass das Entgeltaufkommen einen profitablen Betrieb nicht mehr sichere und die Zahl der Geräte zurückgehen werde. 
Eine neue Entgeltform im Markt ist das Ablehnungsentgelt (Denial Fee), die ein Kunde zahlen muss, wenn er mehr Geld abheben will als sein Kontostand oder sein Limit gestattet.  Als Gegenreaktion gegen die Mehrfachbelastung der Kunden haben einige Banken in den USA (wie USAA und E-Trade Bank) begonnen, ihren Kunden keine Fremdverfügungsentgelte abzuverlangen und darüber hinaus noch ihren Kunden alle Entgelte anderer Betreiber zu erstatten. Damit können Kunden dieser Banken überall kostenfrei abheben. Eine weitere Möglichkeit, kostengünstig an Bargeld zu kommen, ist es, die Bargeldauszahlung (Cash-Back) an Kassen von Supermärkten oder Tankstellen bei Zahlung mit Debitkarte zu nutzen.

## Südamerika

### Argentinien
Bei Abhebungen mit ausländischen Kredit-/Debitkarten verlangen die Betreiber eine Gebühr von 190-200 ARS, also knapp 8 Euro pro Abhebung. Dabei ist die Summe der Abhebung auf 3000 bis 4000 ARS begrenzt (Stand Februar 2018). In Argentinien gehören alle Geldautomaten entweder zum „Banelco“-Netz oder zum Verbund „Red Link“. Daher gibt es praktisch keine Möglichkeit, diese hohen Gebühren zu vermeiden.

### Brasilien
Viele Banken erheben Geldautomaten-Gebühren in Höhe von 15-20 BRL. Es gibt aber auch Banken, die diese Gebühren nicht erheben.

### Kolumbien
Bargeldabhebungen mit ausländischen Kreditkarten wie Visa und Mastercard sind nur bei Banco Davivienda, BBVA und Banco Caja Social kostenlos (Stand 2021). Alle anderen Banken in Kolumbien verlangen Gebühren. In Geschäften kann überall mit Kreditkarten bezahlt werden.

### Peru
An Geldautomaten an touristisch interessanten Zielen (Flughafen, Einkaufszentren) muss mit Zusatzgebühren in Höhe von 18-20 PEN (4,50-5 Euro, Stand Februar 2018) gerechnet werden. In den Filialen größerer Banken in den Städten kann auch ohne zusätzliche Automatengebühr abgehoben werden.